# 9-й гвардейский бомбардировочный авиационный корпус
9-й гвардейский бомбардировочный авиационный корпус (9-й гв. бак) — объединение Военно-Воздушных сил (ВВС) Вооруженных Сил РККА, принимавшее участие в Великой Отечественной войне, выполняя специальные и транспортные задачи Верховного Главного Командования СССР.

## Наименования корпуса
- 9-й гвардейский авиационный корпус ВДВ
- 9-й гвардейский бомбардировочный авиационный корпус

## Создание корпуса
Первоначально корпус создан 13 октября 1944 года как 9-й гвардейский авиационный корпус ВДВ на базе военно-транспортной авиации ВДВ из состава 19-й, 20-й и 21-гвардейских транспортных авиационных дивизий, в связи с преобразованием Воздушно-десантных войск РККА в Отдельную гвардейскую воздушно-десантную армию, которая включена в состав Действующей Армии и с 6 октября 1944 года введена в состав Авиации дальнего действия с подчинением Командующему авиацией дальнего действия.
Приказом НКО СССР 26 декабря 1944 года 9-й гвардейский авиационный корпус ВДВ переименован в 9-й гвардейский бомбардировочный авиационный корпус, а 21 января 1945 года соединения и части корпуса реорганизованы по новым штатам в соответствии с Директивой Генерального штаба.

## В действующей армии
В перечнях действующей армии не упоминается

## Командир корпуса
- Герой Советского Союза генерал-майор авиации Спирин Иван Тимофеевич[2]. Период нахождения в должности: с 13 октября 1944 года по 5 ноября 1944 года
- Герой Советского Союза генерал-лейтенант авиации Спирин Иван Тимофеевич[2]. Период нахождения в должности: с 5 ноября 1944 года по 26 декабря 1944 года
- Генерал-лейтенант авиации Георгиев Иван Васильевич, с 26 декабря 1944 года по 1946 год
- Генерал-лейтенант авиации Недосекин Павел Владимирович[3], с марта 1949 года по июнь 1950 года

## В составе объединений
| Объединение                     | Период                  |
| ------------------------------- | ----------------------- |
| 18-я Воздушная армия            | 13.10.1944 — 11.05.1945 |
| ВВС Московского военного округа | 24.04.1945 г. -         |

## Соединения корпуса

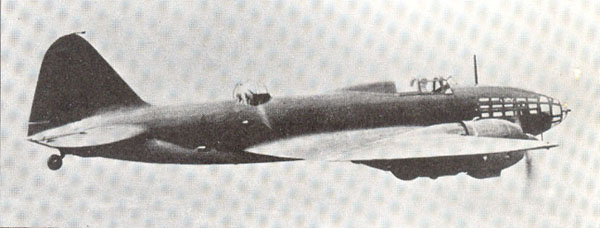
Самолет 19-й гв. тад Ил-4

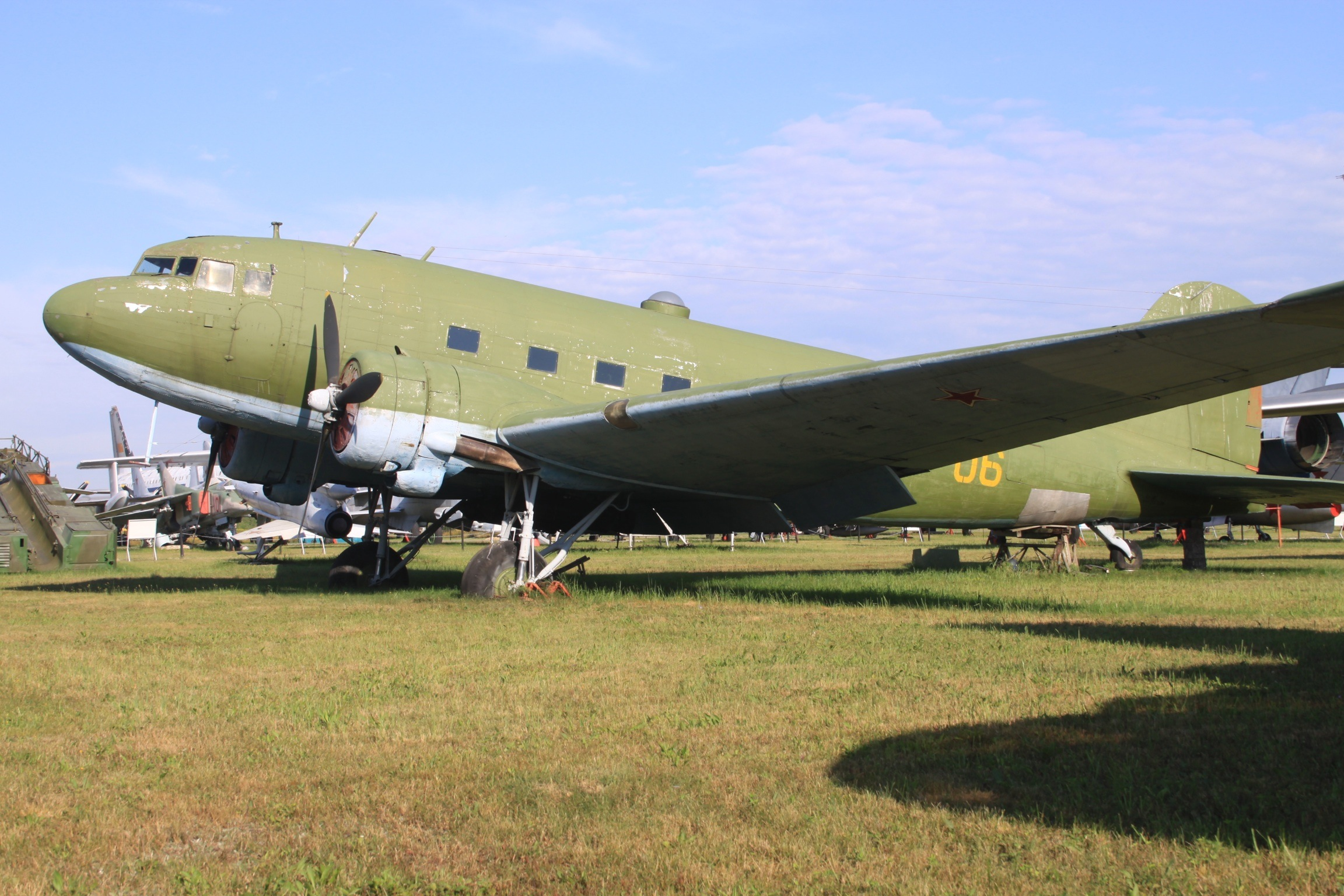
Самолет 20-й гв. тад Ли-2ДБ

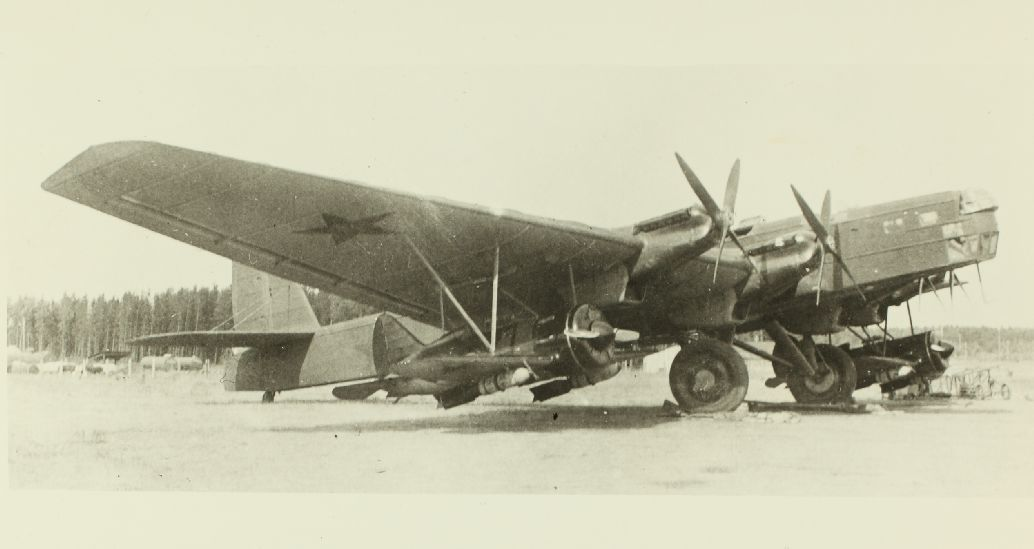
Самолет 21-й гв. тад TB-3

- 19-я гвардейская транспортная авиационная дивизия[1][4] (Ил-4):
  - 208-й гвардейский авиационный полк[1]
  - 209-й гвардейский авиационный полк[1]
  - 210-й гвардейский авиационный полк[1]
- 20-я гвардейская транспортная авиационная дивизия[1][4][5] (Ли-2):
  - 49-й гвардейский авиационный полк[1]
  - 50-й гвардейский авиационный полк[1]
- 21-я гвардейская транспортная авиационная дивизия[1][4][5](ТБ-3)
  - 51-й гвардейский тяжелый авиационный полк[1]
  - 52-й гвардейский тяжелый авиационный полк[1]
  - 138-й гвардейский тяжелый авиационный полк[1]
- 2849-й головной авиационный склад[1]
- 199-й отдельный гвардейский батальон связи

## Участие в операциях и битвах
Непосредственного участия в операциях и сражениях корпус не принимал, выполняя ответственные и специальные задания ВГК осуществлял переброску сил и средств в интересах фронтов:
- 1-й Украинский фронт
- 2-й Украинский фронт
- 3-й Украинский фронт
- 1-й Белорусский фронт
- 2-й Белорусский фронт
- 3-й Белорусский фронт